# Буксбаумія безлиста
Буксбаумія безлиста (Buxbaumia aphylla) — вид мохів порядку буксбауміальних (Buxbaumiales).

## Поширення
Батьківщиною є Європа, Північна Америка, Азія, Австралія, Нова Зеландія.
Середовище проживання: гниюча деревина, гумус, іноді неглибокий кислий ґрунт і ґрунтові западини на оголеннях гірських порід, передусім у добре освітлених або дещо затінених місцях, від низьких до помірних висот.

## Характеристика
Коробочкові ніжки 4–11 мм, прямі. Коробочка у зрілому віці широкояйцеподібна, 3–7 мм і майже така ж ширина, глянцева, каштаново-коричнева, верхня поверхня сплощена й різко відрізняється від нижньої сторони темно-коричневим ребром. Спори 6–8 мкм. Коробочки дозрівають пізно навесні — восени.